# Le Patron et l'Ouvrier
Pour plus de détails, voir Fiche technique et Distribution.
Le Patron et l'Ouvrier (Il padrone e l'operaio) est un film italien réalisé par Steno, sorti en 1976.

## Fiche technique
- Titre français : Le Patron et l'Ouvrier
- Titre original italien : Il padrone e l'operaio
- Réalisation : Steno
- Scénario : Luciano Vincenzoni et Sergio Donati
- Photographie : Luigi Kuveiller
- Montage : Raimondo Crociani
- Musique : Gianni Ferrio
- Pays d'origine : Italie
- Genre : comédie
- Durée : 105 minutes
- Date de sortie : 1976

## Distribution
- Renato Pozzetto : Gianluca Tosi
- Teo Teocoli : Luigi Carminati
- Francesca Romana Coluzzi : Maria Luce Balestrazzi
- Gianfranco Barra : Neighbour of Carminati
- Paola Maiolini : Girl dancing with Gianluca
- Loredana Bertè : Maria Grazia Marigotti
- Anna Maria Rizzoli